# Сулейман-паша Гази
Шехзаде Сулейман-паша Гази (тур.  Gazi Süleyman Paşa, около 1310—1357) — крупный османский военачальник, старший сын правителя османского государства Орхана I Гази.

## Биография
Точная дата рождения Сулеймаа неизвестна. Хотя некоторые авторы называют 716 (1316) год, но эта дата не подкрепляется никакими источниками. В 1324 году он был достаточно взрослым, чтобы быть свидетелем при подписании вакуфного документа, поэтому турецкий историк Ф. Эмеджен полагал, что Сулейман родился не позднее 1310 года. В литературе широко распространена версия, что его матерью была Нилюфер-хатун, но более вероятно, что его матерью была Эфтандисе-хатун, двоюродная сестра Орхана, поскольку одна из дочерей Сулеймана-паши носила это же имя.
Первым источником, в котором упоминается имя Сулеймана-паши, это подписанный им вакуфный документ. Титул "паша" впервые встречается встречается у Ахмеди. Ранее он для членов династии этот титул не использовался за исключением Алаеддина-паши, дяди Сулеймана.
Сведений о первых годах его жизни нет. В хрониках первые его имя упоминается в связи с событиями 1348 года (у Кантакузина и Григоры). Источников о жизни Сулеймана мало: Ахмеди (писал через пятьдесят лет после его смерти), Энвери (писал 100 лет спустя), османские источники XV века - Анонимная османская хроника, Ашикпашазаде, Нешри, Орудж-бей, Рухи).
Эти источники указывали, что сначала он доминировал в Гереде (его путали с Джандароглу Сулейман-беем), затем участвовал в завоевании Никеи (1331 год), после  завоевания Никомедии (1337 год) захватил некоторые города в его окрестностях. Его тимарами были  Тараклы-Енице, Гёйнюк, Мудурну. Османский историк Орудж-бей утверждал, что после смерти уджбеев Конур-Алпа и Акча-Ходжи их уджи стали санджаком и были переданы Сулейману.
Второй раз Сулейман упоминается в османских источниках в связи с захватом османами бейлика Карасыогуллары.
Османские источники называют разные даты аннексии Карасы: 735 Хиджры (1334), 737 (1336), 750 (1349), 755 (1354). Историки тоже расходятся в вопросе датировки аннексии Карасы, называя 1336 или 1345 год. Орхан-бей отдал земли Карасы Сулейману-паше. Таким образом, большая часть бейлика Карасы была поглощёна Османским бейликом. В ближайшее окружение Сулеймана-паши вошли бывшие военачальники Карасы — Хаджи Ильбеги и Эвренос-бей, которых Сулейман-паша назначил удж-беями в Румелии. Ф. Эмеджен утверждал, что с 1348 года получил полный контроль над землями Карасы.
Тем временем Сулейман-паша, должно быть, захватил Капыдаг, Эдинчик и Лапсеки. Таким образом, дорога Бурса-Лапсеки станет транзитным маршрутом в Румелию. Тем временем, согласно истории, рассказанной Энвери, Сулейман-паша захватил Эдинчика, Бигу и Лапсеки, захватил в море одного из сыновей Андроникоса Асана (Эсен Текфур), губернатора Галлиполи, и сделал необходимое открытие, чтобы пересечь полуостров Галлиполи. через этого человека, принявшего мусульманство и принявшего имя Мелик-бей ( Дустурнаме-и Энвери, из «Источников эпохи Фатиха» , стр. 23). Энвери запутывает последующие события, упоминая, что Сулейман-паша переправился на другой берег с кораблями, подготовленными в Лапсеки, через Мелик-бея. Более того, сын Сулейман-паши, Мелик Насир, погиб, когда корабль, на котором они находились вместе с Мелик-беем, затонул, Сулейман-паша снова отправился на войну в Галлиполи, он выступил из Кемера с 3000 людьми и отправился в Козлудере, долину, простирающуюся от порт на побережье до Болайыра и Галлиполи. Он утверждает, что одержал победу в окрестностях и что в это время он также встречался с Гази Умур-беем. Хотя Ашикпашазаде значительно отличается от других источников, следующих традиции Несри, информацией, которую он предоставляет, необходимо поместить эту информацию на правильную основу. События, о которых идет речь, вероятно, относятся к событиям после 1352 года. Установлено, что один из братьев, с которым губернатор Галлиполи Андроникос Асан имел разногласия, когда он переехал из Кемера для завоевания Болайыра, присоединился к Сулейман-паше ( DIA , XXXIII, 379). Этот человек взял Акчабургаз и утонул во время морской экспедиции после завоевания Галлиполи.
В 1347 году после завоевания Орхан-беем бейлика Каресиогуллары Сулейман-паша Гази был назначен улубием Кареси.
В 1354 году во время войны с бейликом Эретнаогулларов Сулейман-паша Гази захватил и присоединил к османским владения район города Анкара (современная столица Турции).
По поручению своего отца Орхана Гази улубей Кареси Сулейман-паша во главе турецких отрядов трижды совершал военные походы во Фракию, оказывая помощь византийскому императору Иоанну Кантакузину в войнах против Сербии и Болгарии.
В 1349 году Сулейман Гази с 10-тысячным османским войском высадился во Фракии и выступил в поход на Болгарию. В ожесточенной битве под стенами Софии болгарское войско под командованием царевича Ивана Асеня, сына Иоанна Александра, смогло отбить турецкое нападение, но сам Иван Асень погиб в бою.
Летом 1352 года произошло большое сражение у крепости Димотика между войсками византийских императоров-соперников Иоанна VI Кантакузина и Иоанна V Палеолога. На стороне Палеолога сражались сербские и болгарские отряды, а на стороне Кантакузина отряд турок-османов под предводительством Сулеймана Гази. Турки-османы решили исход сражения в свою пользу. После этого турки вновь вторглись в Болгарию, опустошив её южные районы (Айтос, Ямбол и Пловдив) с вернулись с огромной добычей.

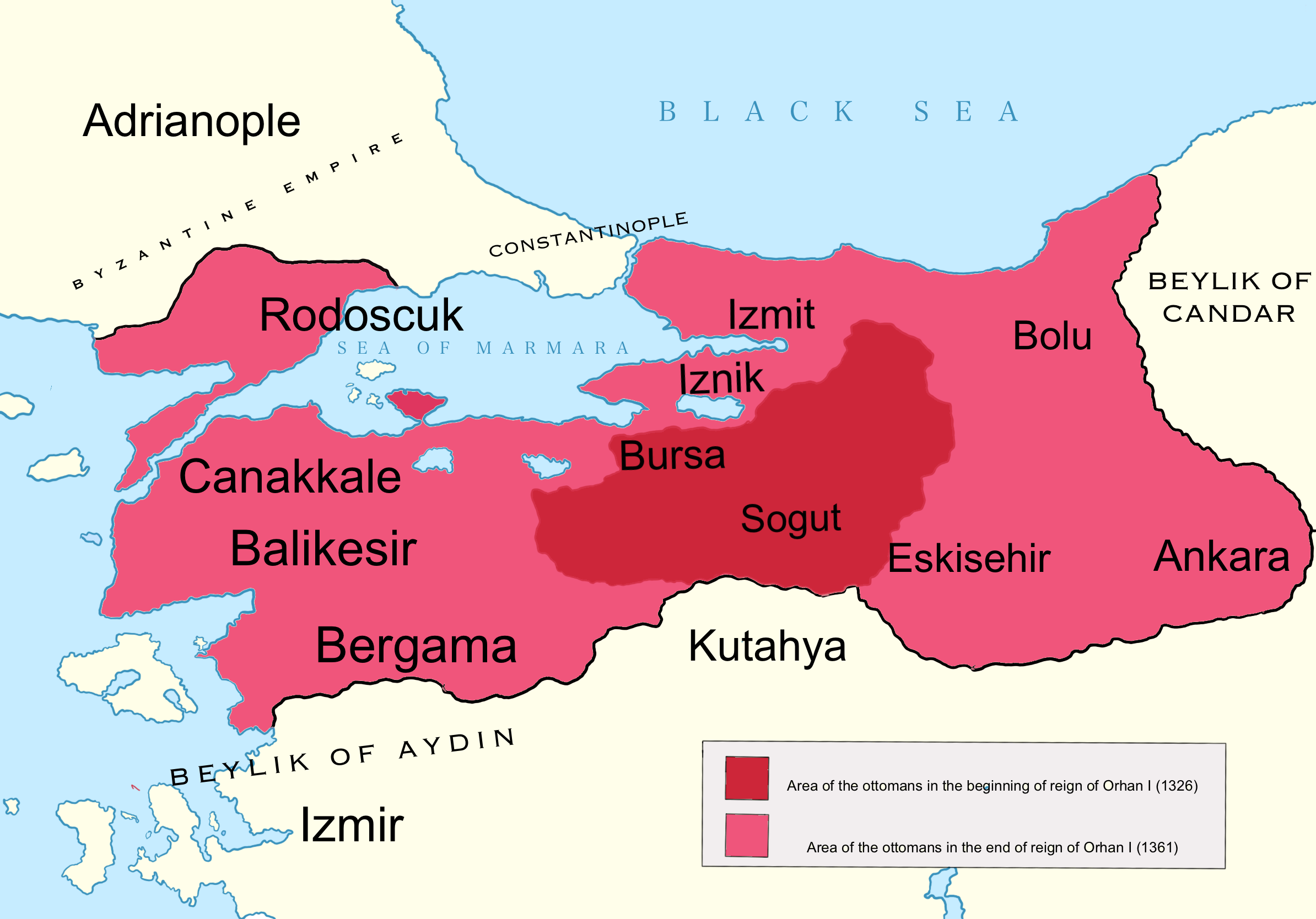
Османский бейлик в правление Орхана Гази

Осенью того же 1352 года византийский император Иоанн Кантакузин отправил в поддержку своему сыну Матфею турецкие войска под командованием Сулеймана Гази. Воспользовавшись гражданской войной в Византии, Сулейман-паша захватил крепость Цимпы на полуострове Галлиполи (европейский берег Дарданелл). Иоанн Катакузин, обеспокоившись укреплением турок в Европе, начал переговоры с отцом Сулейманa Орханом о недопустимости открытой турецкой оккупации византийских земель на Балканах. Орхан-бей стал убеждать старшего сына принять 10 000 дукатов в качестве выкупа за освобождение Цимпы. Однако Сулейман-паша отказался принять выкуп, потому что крепость Цымпе позволяла туркам-османам беспрепятственно переправлять свои войска из Малой Азии на Балканы.
Между 1352 и 1354 годами турки-османы из Цимпе опустошили болгарские земли в районах Ямбола и Пловдива, а также низовья рек Марица и Тунджа.
В марте 1354 года, воспользовавшись сильным землетрясением во Фракии, Сулейман-паша Гази с трехтысячным войском выступил из Цымпы и захватил большую византийскую крепость Галлиполи, которая охраняла самую узкую часть пролива Дарданеллы. Сулейман Гази укрепил Галлиполи и отказался вернуть крепость византийцам.
В 1355 году турки-османы вторглись в Болгарию и битве около Ихтимана разгромили болгарскую армию под командованием Михаила Асеня, сына и наследника царя Иоанна Александра. Обе стороны понесли большие потери, среди убитых был царевич Михаил Асень.
Укрепившись в Галлиполи, Сулейман-паша Гази и его соратники начали завоевание окрестных фракийских городов. Были взяты Малкара, Ипсала и Визе.
В 1357 году еще при жизни своего отца Сулейман-паша скончался. Причиной смерти стало случайное падение с лошади во время соколиной охоты. Сулейман Гази не был похоронен в Бурсе, столице Османского государства. По распоряжению бея Орхана тело его старшего сына была погребено в тюрбе (мавзолее) городе Болайир, на берегу Геллеспонта.

## В культуре
Сулейман стал персонажем романа Дмитрия Балашова «Ветер времени» из цикла «Государи Московские».